# ناحیه همیلتون، ون بورن، میشیگان
ناحیه همیلتون (به انگلیسی: Hamilton Township) یک منطقهٔ مسکونی در ایالات متحده آمریکا است که در شهرستان ون بیورن، میشیگان واقع شده‌است.
 ناحیه همیلتون ۹۲٫۲ کیلومتر مربع مساحت و ۱٬۷۹۷ نفر جمعیت دارد و ۲۳۵ متر بالاتر از سطح دریا واقع شده‌است.